# Конон Самосский
Ко́нон Са́мосский (др.-греч. Κόνων, лат. Conon, ок. 280 до н. э. — ок. 220 до н. э.) — древнегреческий астроном и математик.

## Биография
Конон родился на острове Самос, умер, предположительно, в Александрии Египетской, где он служил придворным астрономом правителя Птолемея III Эвергета.
По утверждению Проба, римского комментатора Вергилия, Конону принадлежит астрономическое сочинение в 7 книгах. Конон также составил астрономический календарь, содержащий время восхода и захода неподвижных звезд, а также прогнозы погоды.
Упоминания о Кононе сохранились в трудах других античных учёных. Известно, что Конон был другом Архимеда, который поддерживал с ним оживлённую переписку. Папп Александрийский утверждает, что Конон открыл спираль Архимеда, впоследствии исследованную Архимедом. Аполлоний Пергский сообщает, что Конон исследовал конические сечения, и его результаты послужили основой IV-й части труда на эту тему самого Аполлония (см. «Конические сечения» Аполлония). Аполлоний упоминает какие-то ошибки в сочинении Конона, однако понять, о чём идёт речь, невозможно, поскольку труды Конона не сохранились. Сенека сообщает, что Конон был добросовестным наблюдателем и регистратором солнечных затмений.
Ещё одно упоминание Конона встречается у Катулла (LXVI):

… Тот, кто рассмотрел огни необъятного мира,

Кто восхождение звезд и нисхождение постиг,

Понял, как пламенный блеск тускнеет бегущего Солнца,

Как им в назначенный срок звезды уходят с небес…

Тот же Конон и меня увидал — Косу Береники, —

Между небесных огней яркий пролившую свет…

Катулл имеет в виду популярную легенду. В 246 году до н. э. Птолемей III объявил войну сирийскому правителю Селевку II, чтобы отомстить за убийство сестры. Супруга Птолемея, прекрасная Береника Киренская пожертвовала свои роскошные волосы Афродите, чтобы богиня хранила её мужа на поле брани. Птолемей вернулся с победой и невредимым, но волосы таинственным образом исчезли из храма, и Конон объявил, что богиня, в знак своего благоволения, перенесла их на небо. Конон назвал новое созвездие «Волосы Вероники». Вероятно, не все поверили в эту историю, поскольку в Альмагесте созвездие «Волосы Вероники» не упоминается (включено в созвездие Льва). Однако её подробно пересказывает Каллимах Киренский, написавший целую поэму Локон Береники.
Сенека сообщает о том, что Конон «собрал сохраненные египтянами упоминания о солнечных затмениях». Эти сведения ни в древнеегипетской, ни в античной традиции не сохранились. Иногда встречающиеся в литературе по истории астрономии и в авторитетных справочниках указания на то, что Конон составил список древневавилонских затмений, использованных затем Гиппархом и Клавдием Птолемеем, основаны на утверждении в статье из французской Большой энциклопедии 1891 года, которое не находит подтверждения в известных источниках.
В честь учёного назван лунный кратер (21.6°N, 2.0°W).